# キムリップ
- キムリプ
- キムリップ

キムリップ（朝: 김립、英: KimLip、1999年2月10日 - ）は韓国の女性歌手。韓国のガールズグループ「ARTMS」のメンバーで、「今月の少女」及び同グループ内のユニット「今月の少女 ODD EYE CIRCLE」の元メンバー。MODHAUS所属。本名はキム・ジョンウン（韓: 김정은、漢: 金定恩）。

## 来歴
1999年2月10日、韓国・忠清北道に生まれる。小学6年生の頃、母親に「体重を減らす必要がある」と言われた事でダンス教室に通い始め、通っていくうちに音楽に親しみ、歌手を志す様になる。
様々な事務所のオーディションを受けた後、現在の所属事務所からインスタグラムのDMにてキャスティングをされ、練習生生活を1年6ヶ月送った。
2017年5月15日に六番目の少女としてビジュアルが公開され、5月23日にシングル『KimLip』でソロデビュー。
2017年9月21日、 『今月の少女 ODD EYE CIRCLE』のメンバーとしてミニ・アルバム『Mix & Match』でユニットデビューし、翌年8月20日に、『今月の少女』のメンバーとして完全体デビュー。
2022年3月1日、他のメンバーらと共に新型コロナウイルスに感染。それに伴い、今月の少女として出演する予定であったQUEENDOM 2の一次競演の収録に参加せず、棄権することとなった。
2023年1月14日、昨年に提訴した所属事務所間との専属契約効力停止仮処分申請を求む裁判で勝訴。Blockberry Creativeとの契約を終了した。
3月17日、本名の「キム・ジョンウン」名義でMODHAUSと専属契約を締結。

## 人物
身長は163cm、血液型はB型。象徴物は赤、フクロウ、薔薇。尊敬する歌手はボアとパク・ヒョシン。実用音楽学院出身。本名が北朝鮮総書記の金正恩と同姓同名である。
午後10時に眠って午前6時に起床し、家族や今月の少女の間でも早寝早起きをするタイプである。その為宿所生活を始めたての頃、遅く寝るメンバーの多さに対し驚いたことがある。
韓国のアニメキャラクターであるココモンに似ているとよく言われることがある。その事がきっかけとなり、実際にココモンとコラボし、楽曲を作成する事となった。
PURPLE KISSのナ・ゴウンと親交がある。実際にナ・ゴウンの所属グループのYouTubeに出演したことがあり、それについてキムリップ本人がライブ配信アプリ「V LIVE」にて言及している場面がある。

## 作品

### 単独作品
| リリース年    | アルバム名 | 収録曲                 |
| ------------- | ---------- | ---------------------- |
| 2017年5月23日 | Kim Lip    | 1. Eclipse 2. Twilight |

### 参加作品
| リリース年 | 収録アルバム                | 参加楽曲    | 備考                                           |
| ---------- | --------------------------- | ----------- | ---------------------------------------------- |
| 2017年     | Jinsoul                     | Love Letter |                                                |
| 2017年     | Mix & Match                 | 全曲        | - 所属ユニットであるODD EYE CIRCLE名義での参加 |
| 2017年     | Max & Match                 | 全曲        | - 所属ユニットであるODD EYE CIRCLE名義での参加 |
| 2018年     | Gowon                       | See Saw     |                                                |
| 2021年     | Yum-Yum                     | Yum-Yum     |                                                |
| 2021年     | MAXIS BY RYAN JHUN PT. 2    | Not Friends | - 作詞にも参加                                 |
| 2021年     | Not Friends Special Edition | 全曲        |                                                |
| 2021年     | Yummy-Yummy                 | Yummy-Yummy |                                                |

## ソロシングル
Kim Lip (キムリップ)は、今月の少女プロジェクトでビビの次に発表された六番目の少女であるキムリップのソロシングル。2017年5月23日にBlockBerry Creativeからリリースされ、Danalエンターテインメントから発売された。
アルバムの形態は、ソロバージョン二種類で展開されている。

### 収録曲
1. Eclipse
作詞：パク・ジヨン, ファン・ヒョン(MonoTree)
作曲、編曲：Daniel Obi Klein, Charli Taft
2. Twilight
作詞：イ・ジウン, キム・テソン
作曲：Cha Cha Malone, キム・テソン, ソン・ジウン
編曲：Cha Cha Malone

### 楽曲解説
Eclipse
今月の少女 1/3までに展開された音楽とは全く違うアーバン R&B トラックで構成されており、Daniel Obi Klein(ダニエル・オビ・クレイン)が楽曲プロデュースを担当している。またこの楽曲はNASAの皆既日食に関連したプレイリストに韓国人アーティストとして唯一収録されている。
Twilight
別れを告げた後の眠れない夜の感情を「月光でさえもあなたみたい」と表現した楽曲になっている。作曲にはSECRETのソン・ジウンが参加しており、元々はソン・ジウンのソロ曲になる予定であった。

## 出演
※単独出演のみ表記

### テレビ番組
| 放送年 | 放送局 | 番組タイトル                  |
| ------ | ------ | ----------------------------- |
| 2019   | KBS 2  | 生存者たち                    |
| 2020   | MBC    | ミステリー音楽ショー 覆面歌王 |

### 雑誌
- CeCi CHINA - 2017年10月号